# Maraton w Bejrucie
Maraton w Bejrucie – maratoński bieg uliczny rozgrywany co roku na ulicach Bejrutu, w Libanie. Pierwsza edycja maratonu w Bejrucie odbyła się 19 października 2003 roku. Od początku w zawodach uczestniczyli zarówno mężczyźni, jak i kobiety. Impreza odbywa się co roku, zazwyczaj w listopadzie (w latach 2003 i 2004 zawody rozegrano w październiku, a w latach 2006 i 2009 – w grudniu).

## Lista zwycięzców
Lista zwycięzców maratonu w Bejrucie:
| Edycja | Data                 | Mężczyźni          | Kraj    | Czas    | Kobiety              | Kraj    | Czas    |
| ------ | -------------------- | ------------------ | ------- | ------- | -------------------- | ------- | ------- |
| 1.     | 19 października 2003 | Paul Rugut         | Kenia   | 2:17:04 | Wioletta Uryga       | Polska  | 2:42:49 |
| 2.     | 10 października 2004 | Eshetu Bekele      | Etiopia | 2:17:31 | Anastasia Ndereba    | Kenia   | 2:36:46 |
| 3.     | 13 listopada 2005    | Francis Kamau      | Kenia   | 2:19:20 | Jane Omoro           | Kenia   | 2:42:19 |
| 4.     | 3 grudnia 2006       | Moses Kemboi       | Kenia   | 2:17:28 | Eunice Korir         | Kenia   | 2:49:25 |
| 5.     | 18 listopada 2007    | Tamrat Elanso      | Etiopia | 2:19:46 | Beyene Adenech       | Etiopia | 2:41:24 |
| 6.     | 30 listopada 2008    | Alemayehu Shumye   | Etiopia | 2:12:47 | Alemtsehay Hailu     | Etiopia | 2:37:20 |
| 7.     | 6 grudnia 2009       | Mohammed Temam     | Etiopia | 2:16:13 | Mihret Tadesse       | Etiopia | 2:42:42 |
| 8.     | 7 listopada 2010     | Mohammed Temam     | Etiopia | 2:16:43 | Etaferehu Tarekegn   | Etiopia | 2:41:15 |
| 9.     | 27 listopada 2011    | Tariku Jufar       | Etiopia | 2:11:14 | Seada Kedir          | Etiopia | 2:31:38 |
| 10.    | 11 listopada 2012    | Kedir Fekadu       | Etiopia | 2:12:57 | Seada Kedir          | Etiopia | 2:35:08 |
| 11.    | 10 listopada 2013    | William Kipsang    | Kenia   | 2:13:34 | Rehima Kedir         | Etiopia | 2:33:29 |
| 12.    | 9 listopada 2014     | Fikadu Girma       | Etiopia | 2:12:28 | Mulahabt Tsega       | Etiopia | 2:29:17 |
| 13.    | 8 listopada 2015     | Jackson Limo       | Kenia   | 2:11:04 | Kaltoum Bouaasayriya | Maroko  | 2:36:05 |
| 14.    | 13 listopada 2016    | Edwin Kibet Kiptoo | Kenia   | 2:13:19 | Tigist Girma         | Etiopia | 2:32:48 |